# Eliseo Grenet

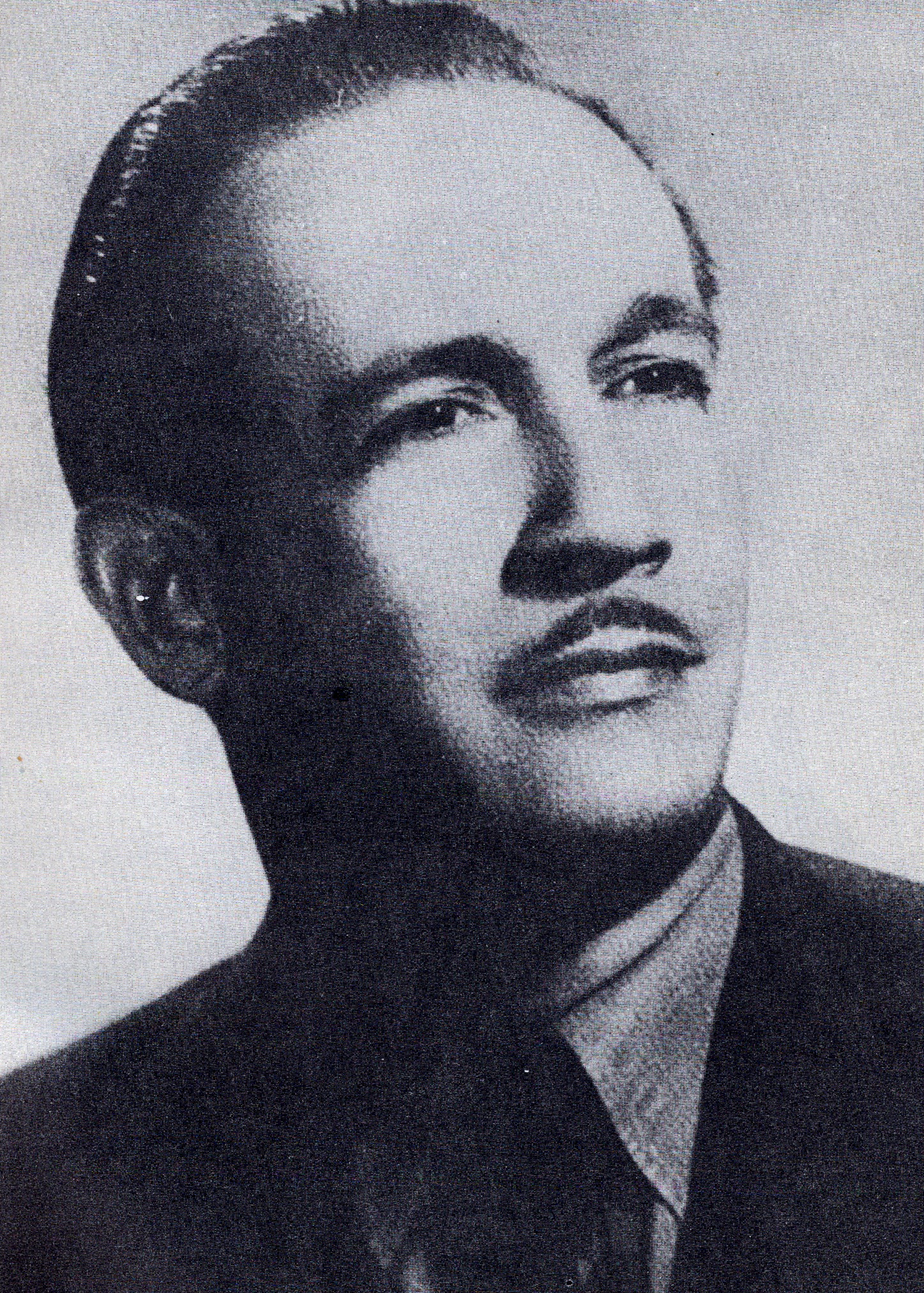
Eliseo Grenet, um 1930

Eliseo Grenet Sánchez (* 12. Juni 1893 in Havanna; † 4. November 1950 ebenda) war ein kubanischer Pianist und Komponist.

## Leben und Wirken
Grenet hatte ab dem fünften Lebensjahr Klavierunterricht und studierte am Konservatorium von Havanna. 1905 arbeitete er als Pianist im Kino La Caricatura, und 1909 leitete er das Orchester des Teatro Politeama Habanero, wo er mehrere Zarzuelas aufführte. Später schloss er sich der Theatertruppe von Regino López am Teatro Cubano an.
Im Jahr 1925 gründete Grenet eine Jazzband, der u. a. die Saxophonisten Manolo Castro und José Ramón Betancourt, der Trompeter Pedro Mercado, der Schlagzeuger und Sänger Enrique Santisteban sowie zeitweise die Pianisten Jorge Bolet und Emilio Grenet angehörten.
1927 debütierte er mit dem Bühnenwerk Regina Niña Rita nach einem Libretto von Aurelio Riancho, dessen berühmter Titel Mamá Inés von Rita Montaner gesungen wurde. 1929 gewann er bei der Weltausstellung in Sevilla die Goldmedaille für Folklorekomposition. 
Nachdem er 1932 unter der Präsidentschaft von Gerardo Machado aus Kuba ausgewiesen worden war, wirkte er am Teatro Dindurra im spanischen Gijón als Sänger und Pianist. Am Teatro Nuevo de Barcelona wurde unter seiner eigenen Leitung seine Operette La virgen morena uraufgeführt. Mit dem Stück hatte er auch in Paris großen Erfolg. Dort trat er im Cabaret La Cueva mit dem Orchester von Julio Cueva auf, dem auch sein Bruder Ernesto Grenet angehörte, und arbeitete für den Film Princesse Tam-Tam mit Josephine Baker. Nach Stationen in London und New York gründete Grenet 1936 am Broadway das Cabaret El Yumurí, wo das Quartett des puerto-ricanischen Komponisten Pedro Flores auftrat und er die Revue La conga mit dem mexikanischen Sänger Jorge Negrete aufführte.
Dann ging Grenet nach Mexiko, komponierte dort die Musik zu den Filmen Escándalo de estrellas, Conga bar und Estampas coloniales und arbeitete für den Rundfunk. Nach einer Zeit in Buenos Aires kehrte er 1946 nach Havanna zurück. Neben Bühnenwerken und Filmmusiken komponierte Grenet zahlreiche populäre Songs wie  Habanera, Lamento Esclavo, Facundo, Rica Pulpa, Spic and Spanish, True and Sincere Love, I'll Always Remember, Cuba de mi Vida, The Lady Likes to Love, Congo Conga und Viena la Conga. Neben den genannten zählten auch Al Stillman, Bickley Reichner, Marion Sunshine, Nat Burton und Walter Kent zu seinen musikalischen Partnern.